# Haitana
Haitana (Kíev, 24 de març de 1979), és una cantautora ucraïnesa d'origen ucraïnès i congolès. En ucraïnès el seu nom s'escriu Гайтана, del seu nom en lingala: Gaita-Lurdes Essami i en ucraïnès Гайта-Лурдес Ессамі.
La seua música combina elements de jazz, funk, soul, i folk.
Haitana va ser la representant d'Ucraïna al Festival de la Cançó d'Eurovisió 2012 que tingué lloc a Bakú, la capital de l'Azerbaidjan, al maig de 2012.

## Biografia
Haitana va nàixer a Kíev, durant el període en què Ucraïna formava part de la Unió Soviètica. Amb tot, ben joveneta se n'anà al Congo, el país de Klaver Essami, el seu pare. Visqué allà fins als cinc anys abans de tornar a Ucraïna amb sa mare Tatiana. Després del divorci, el pare romangué a Brazzaville on dirigia un negoci de transport.
Fou probablement la seva àvia materna qui la va impulsar cap a la carrera musical ensenyant-li a tocar l'acordió i a cantar cançons tradicionals ucraïneses i russes durant la seva infantesa. Va ser als 12 anys quan va començar la seva carrera musical en un grup que es deia Altana i després escriqué la seva primera cançó a l'edat de 13 anys.
El 2003 va signar un contracte amb la firma Lavina Music, una de les discogràfiques més famoses d'Ucraïna. Però va ser sobretot a partir del 2006 amb el seu single Два Вікна ("Dues finestres") que començà a fer-se conèixer. Aquell any rebé el “Showbiz Award” per a la millor estrella europea. L'any següent, el seu nou single Shaleniy va haure la primera posició a la llista d'èxits musicals d'Ucraïna i conservà aquesta durant 9 setmanes seguides. Així, el prestigi de Haitana va créixer a tot el país i alhora es consolidà el seu estatus d'artista.
El seu tercer àlbum, Тайные желания ("Desitjos secrets") (en rus aquesta vegada), editat a l'abril del 2008, va portar la cantant a l'apogeu de la seva carrera. El disc que fou aclamat pel públic es veié atorgar el guardó “Golden Record” per vendes d'àlbums.
Haitana ha participat a diverses campanyes publicitàries per multinacionals com Coca Cola o Samsung i també companyies ucraïneses com UMC o Kíevstar. Va participar en la cerimònia d'investidura presidencial de Barack Obama el 2009.
El 2011 va cantar a les celebracions del 75è aniversari del club de futbol del Xakhtar.
Haitana està casada amb el productor Edward Klim, propietari de la discogràfica Lavina Music.

## Eurovisió 2012
Arran d'una selecció de 21 candidats, es va deliberar el gener de 2012 que seria Haitana qui representaria Ucraïna al Festival de la Cançó d'Eurovisió 2012 que es farà a Bakú, a la República de l'Azerbaidjan amb la cançó en anglès Be My Guest. Es tracta de la primera vegada que una persona d'origen africanoucraïnès representa Ucraïna a aquest concurs.
La tria de la cantant va generar comentaris de caràcter xenòfob de Iuri Sirotyuk, un dels membres més influents del partit nacionalista i ultradretà "Svoboda", la Unió Panucraïnesa "Llibertat", que afirmà que “Haitana no era representativa de la cultura ucraïnesa”. Arran d'aquesta afirmació, nasqué una controvèrsia considerable a la societat ucraïnesa.
Haitana es va qualificar per la final però acabà en 15a posició al capdavall amb 65 punts.

## Discografia

### Discos en ucraïnès
- «О тебе» (2003)
- «Слідом за тобою» (2005)
- «Два вікна» (single, 2006)
- «Шаленій» (single, 2007)
- «Капли дождя» (maxisingle, 2007)
- «Кукабарра» (cançons per a infants, 2008)

### Discos en rus
- «Тайные желания» (2008)
- «Только сегодня» (2010)